# Реактор-размножитель

Схематическое изображение реактора-размножителя с интегральной (слева) и петлевой (справа) компоновкой оборудования.

Реактор-размножитель (англ. breeder reactor, бридер) — ядерный реактор, позволяющий нарабатывать ядерное топливо в количестве, превышающем потребности самого реактора. Сырьём для нового топлива служат изотопы, которые не могут быть использованы в традиционных энергетических ядерных реакторах, например, уран-238 и торий-232. Запасы этих изотопов более чем в 100 раз превосходят запасы урана-235. Для уран-плутониевого топливного цикла размножителем является реактор на быстрых нейтронах (FBR, от англ. fast breeder reactor). При этом в зоне размножения из обеднённого урана, состоящего, в основном, из изотопа уран-238, получается плутоний-239, который может быть использован в реакторе как новое ядерное топливо.
Для уран-ториевого топливного цикла (ториевый топливный цикл, ториевая ядерная программа) размножителем может быть и реактор на тепловых нейтронах с тяжеловодным теплоносителем и замедлителем, например, AHWR. При этом в активной зоне находится уран-233, а в зоне размножения — торий-232. Особенностью такого реактора является то, что коэффициент размножения, равный единице (или превосходящий её на малую долю), может быть достигнут при равномерном размещении топлива и «сырья» в активной зоне, без выделения отдельных зон, как у реактора на быстрых нейтронах. Это позволяет, в принципе, создать реактор с топливной кампанией в несколько десятилетий, то есть, способный работать весь срок службы без манипуляций с топливом.
Основная характеристика — коэффициент воспроизводства (КВ). Следует иметь в виду, что проблемы обеспечения энергосъёма, надёжности, безопасности, экономической эффективности, чаще всего входят в противоречие с потребностью в увеличении коэффициента воспроизводства. Наряду с коэффициентом воспроизводства используется характеристика, называемая «время удвоения», показывающая, за какое время количество полезного изотопа может увеличиться вдвое.

## Работающие реакторы
- Белоярская АЭС
  - БН-600 — действует
  - БН-800 — промышленная эксплуатация с 1 ноября 2016 года.
- Китайская национальная ядерная корпорация
  - БН-20[2]

## Остановленные реакторы
- БН-350 (Казахстан, г. Актау)
- Феникс (Франция. Имел мощность 1,2 ГВт, в эксплуатации 1984—1997)